# Falling Promises
 (septembre 2023).
Falling Promises est un groupe luxembourgeois de metalcore, actif entre 2008 et 2014.

## Histoire
Les membres du groupe étaient Mike Rodrigues (chant), Eric Weishaar (guitare), Cédric Grün (guitare), Steve de Castro (guitare basse) et Charly Beck (batterie). Le 24 septembre 2011, ils sortent l'EP intitulé Diary.
Le 8 juillet 2013, le groupe annonce son album studio Dystopia pour une sortie le 21 septembre 2013,. Cependant, le décès de Cédric Grün mène le groupe à reporter la sortie de l'album et à annuler ses dates. Une cérémonie en hommage à Grün est organisée en août 2013 avec les fans du groupe au Rockhal. L'album Dystopia sort finalement le 6 décembre 2013,. Tout comme l'EP, l'album est enregistré avec Phil Hillen à Boston, aux États-Unis.
Le 9 novembre 2014, le groupe annonce sa séparation sur Facebook. Le 25 janvier 2019, les anciens membres du groupe s'associent au groupe Everwaiting Serenade pour former le supergroupe Fallen Serenade.

## Discographie
- 2011 : Diary (EP)
- 2013 : Dystopia (album)